# Chasseur lourd

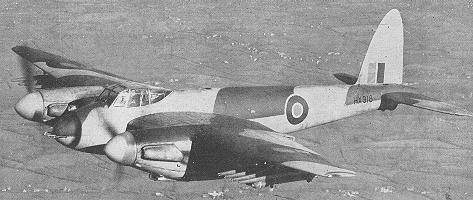
Un chasseur lourd Mosquito de Havilland DH.98 armé de canons et de roquettes.

Un chasseur lourd est un avion de chasse conçu pour embarquer des armes lourdes ou pour opérer avec un long rayon d'action. Pour obtenir la vitesse et l'autonomie désirées, la plupart des chasseurs lourds sont bimoteurs et peuvent transporter un équipage de plusieurs personnes.
Les chasseurs lourds bimoteurs représentent une classe d'avion très importante dans la période qui a précédé la Seconde Guerre mondiale. Dessinés pour être des chasseurs d'escorte à long rayon d'action ou pour attaquer les bombardiers ennemis grâce à un armement lourd et puissant, les chasseurs lourds ont largement échoué dans leur mission au cours de la Seconde Guerre mondiale. En effet, ils ne pouvaient pas rivaliser avec la manœuvrabilité des chasseurs conventionnels monomoteurs. De nombreux chasseurs lourds bimoteurs ont cependant trouvé leur place comme chasseurs de nuit en remportant de nombreuses victoires.

## Axe Rome-Berlin-Tokyo

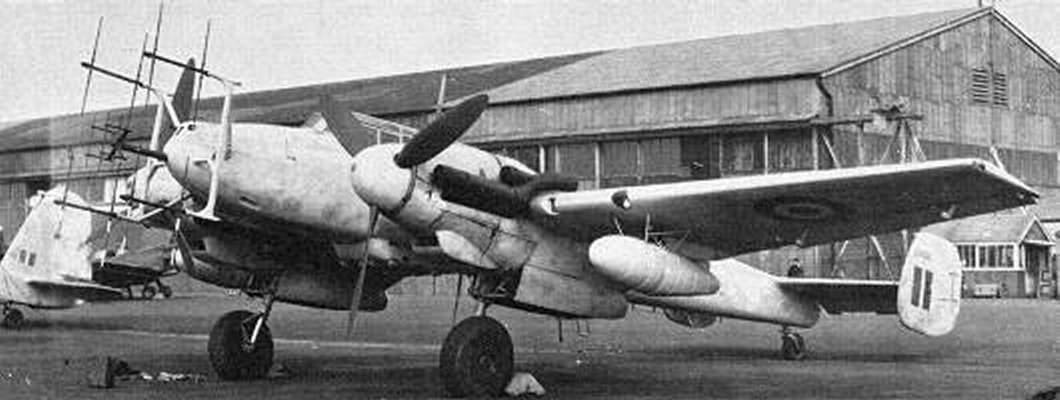
Un Messerschmitt Bf 110 G-4 équipé d'un radar pour opérer comme chasseur de nuit.

Du côté des forces de l'Axe le Messerschmitt Bf 110 a joué un rôle important. C'est un chasseur allemand d'avant–guerre que la Luftwaffe considérait — avant la bataille — comme supérieur à ses chasseurs monomoteurs. Beaucoup des meilleurs pilotes ont été affectés à des unités de Bf 110 Zerstörer (destructeur). Ils étaient censés accompagner les bombardiers en mission à longue distance et utiliser leur grande vitesse pour surclasser les chasseurs qui viendraient attaquer. En réalité, les Bf 110 n'ont eu cette supériorité que pendant très peu de temps. Ils ont été efficaces contre les Hawker Hurricane et les chasseurs français au cours de la bataille de France mais ont été facilement dominés par les Supermarine Spitfire pendant la bataille d'Angleterre. Du coup les Bf 110 ont été convertis en chasseurs de nuit et en escorteurs de bombardiers ; c'est ainsi qu'ils ont servi pendant la plus grande partie de la guerre. Ses successeurs, les Messerschmitt Me 210 et Me 410 Hornisse (frelon) plus récents étaient de conception très différente et ont remplacé les Bf 110, cependant, à cette étape de la guerre les chasseurs monomoteurs pouvaient facilement concurrencer les bimoteurs en vitesse.
Vers la fin de la guerre, le Dornier Do 335 Pfeil (flèche) aurait pu être le chasseur bimoteur idéal pour la Luftwaffe en raison de sa configuration push-pull avec une hélice à l'avant et l'autre à l’arrière du fuselage. Cette configuration permettait une meilleure manœuvrabilité et autorisait des vitesses nettement plus élevées (supérieures à 750 km/h) qu'aucun avion bimoteur à pistons de cette époque. Cependant, comme de nombreux avions allemands de conception très nouvelle produits vers la fin de la guerre, le Do 335 n'a jamais été mis en service.
En se fondant sur le Bf 110, les japonais construisent le Kawasaki Ki-45, très similaire dans ses grandes lignes.

## Alliés

### Pays-Bas
Les Pays-Bas, neutres en 1939, ont construit le Fokker G.I bimoteur à fuselage bipoutre. Lors de l'invasion allemande de mai 1940, deux escadrilles de chasse en étaient équipées, avec chacune une douzaine d'avions opérationnels. Plusieurs Fokker G.I furent détruits au sol ou abattus par la Luftwaffe. Les avions survivants furent capturés et employés par les Allemands pour l'entraînement.

### Grande–Bretagne

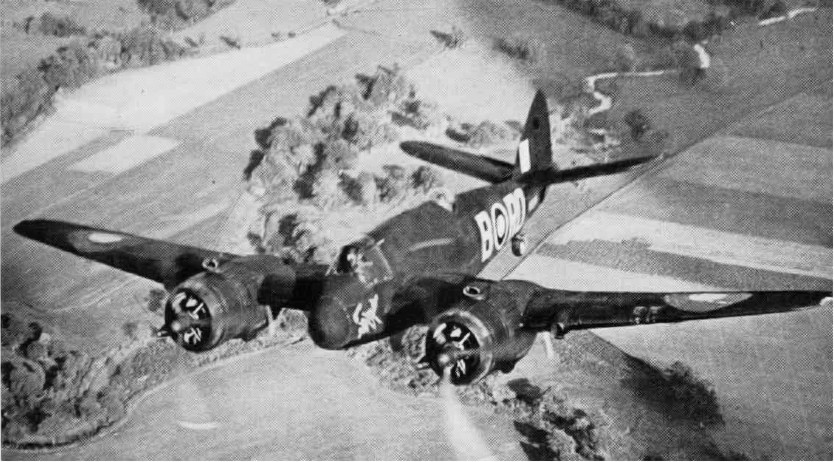
Bristol Beaufighter

Peut-être parce qu'ils étaient dans la mouvance du « Le bombardier passera toujours au travers » de Stanley Baldwin, les Britanniques étaient en retard dans le développement de chasseurs lourds. Le Gloster F.9/37 bimoteur monoplace ne dépassa pas le stade du prototype. En dehors du Westland Whirlwind et du Westland Welkin, construits à un tout petit nombre d'exemplaires, les chasseurs lourds de la Royal Air Force du temps de guerre étaient tous des bombardiers modifiés. Au cours de la bataille d'Angleterre des Bristol Blenheim sont équipés, comme mesure transitoire et dans le plus grand secret, de radar et de châssis-canon sur le ventre ce qui en fait ainsi les tout premiers chasseurs de nuit de la RAF, sous la désignation Blenheim IF (pour Fighter).
Le Bristol Beaufighter est plus intéressant car il reprend les principaux organes du bombardier-torpilleur Bristol Beaufort. Il est armé de six mitrailleuses de 7,70 mm, de quatre canons de 20 mm, de bombes et de roquettes. Le Beaufighter était très efficace dans la lutte antinavires et pour les attaques au sol dans le Pacifique et en Europe. Avec l'adjonction d'un radar, il devient l'un des principaux chasseurs de nuit de la RAF. 
De la même manière, le bombardier rapide de Havilland Mosquito est modifié pour servir à la fois de chasseur de jour (version FB : Fighter Bomber) et de nuit.

### États-Unis
Vers la fin des années 1930 la société américaine Bell Aircraft Corporation dessine le « chasseur de bombardiers » YFM-1 Airacuda. Cet appareil, à la fois très grand et très lourdement armé, souffrait de plusieurs défauts de conception. Uniquement 13 exemplaires ont été construits et aucun n'a participé à la Seconde Guerre mondiale.

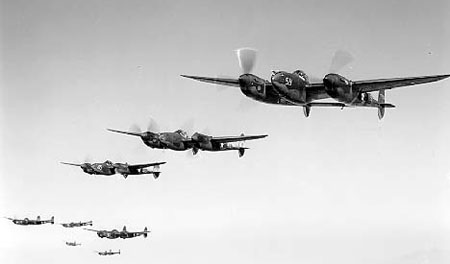
Formation de huit Lockheed P-38 Lightnings.

Le plus réussi des chasseurs lourds de la guerre est le Lockheed P-38 Lightning. Il est conçu pour transporter un armement lourd à grande vitesse ou à long rayon d'action. Pour plusieurs raisons, en particulier grâce à son excellent turbocompresseur et à son équipage réduit à une seule personne (plutôt que les deux ou trois habituelles), il surclasse sans conteste ses concurrents allemands et britanniques. Il a été utilisé comme chasseur d'escorte pour suivre les raids des forteresses volantes B–17 Boeing assez profondément dans l'Europe occupée par l'Allemagne où il était capable d'affronter les chasseurs allemands beaucoup plus légers. Le P–38 est le premier chasseur allié à avoir survolé Berlin comme escorteur. Il a également rencontré de nombreux succès dans le Pacifique où son long rayon d'action lui a donné un avantage décisif. Ainsi, l'opération Vengeance, qui a permis de tuer le 18 avril 1943 l'amiral Isoroku Yamamoto, le chef d'état-major de la marine impériale japonaise, n'a été rendue possible que grâce au long rayon d'action des P-38 : munis de réservoirs supplémentaires largables spécialement réalisés pour l'opération, ils ont intercepté l'appareil transportant Yamamoto à 700 kilomètres de leur base. En raison de ses coûts de fabrication et d'entretien élevés, l'arrivée du monomoteur Mustang P–51 dans les escadrons, avec une autonomie équivalente, l'a relégué à des rôles de seconds plans.

## Après-guerre

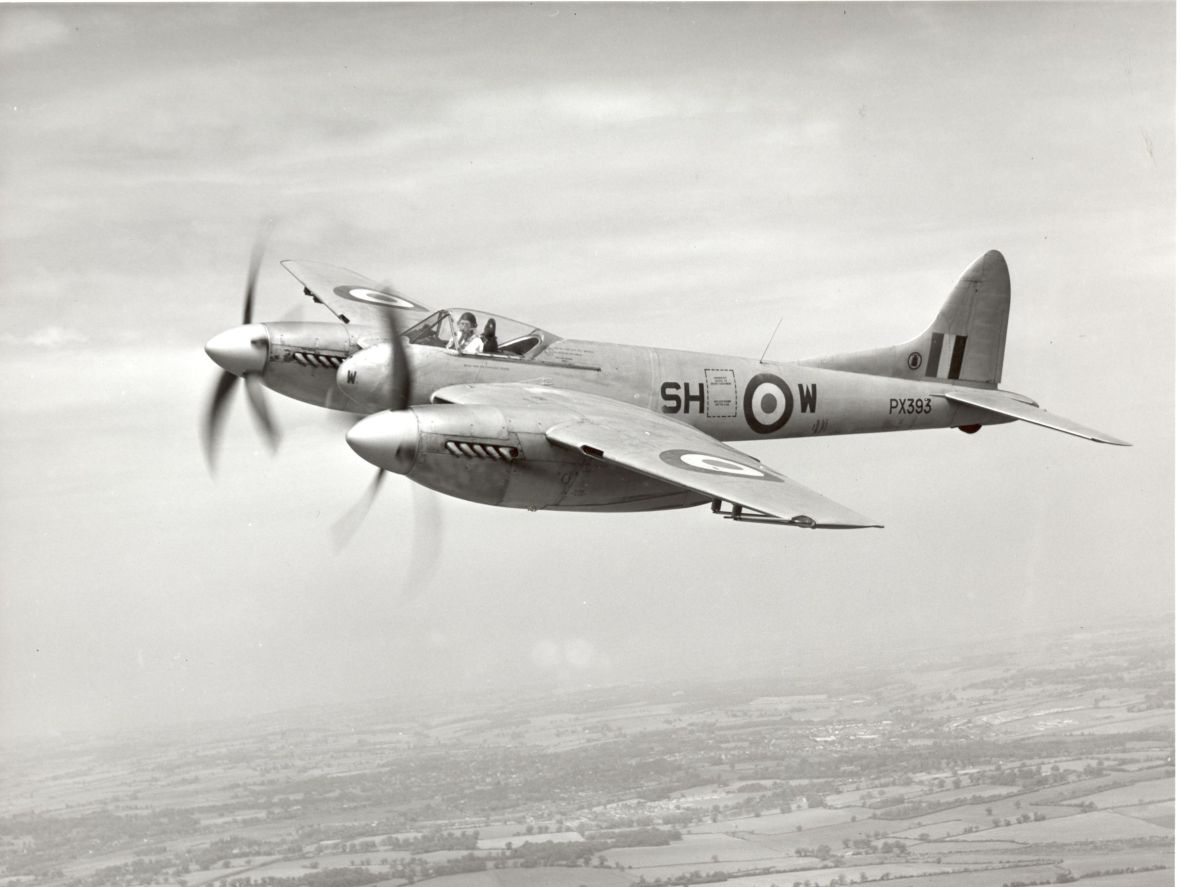
De Havilland Hornet

Les derniers chasseurs lourds à avoir servi sont les De Havilland Hornet, le Sea Hornet et le North American F-82 Twin Mustang. Ils ont tous été produits à la fin de la guerre pour être envoyés dans le Pacifique. Le Hornet en 1946, le Sea Hornet en 1947 et le Twin Mustang en 1948. Aucun ne fut donc intégré à un escadron opérationnel avant la reddition du Japon le 15 août 1945.
Bien que de nombreux chasseurs modernes comme le F-15 Eagle de l'US Air Force et le F-14 Tomcat (maintenant hors service) de l'US Navy pourraient porter le nom de « chasseurs lourds », le terme n'est aujourd'hui plus usité.